# TRAM Metropolitano de Alicante
TRAM Metropolitano de Alicante (en valenciano, TRAM Metropolità d'Alacant) es la marca comercial utilizada por la empresa pública Ferrocarriles de la Generalidad Valenciana, dependiente del gobierno autonómico, para la explotación de servicios ferroviarios metropolitanos en la provincia de Alicante.
Los servicios del TRAM combinan el metro ligero dentro del radio del núcleo urbano y metropolitano, el tranvía, tanto por vías tranviarias como por vías ferroviarias, y los servicios de cercanías, tanto con trenes duales como con tren-tram.
La red de transporte ferroviario metropolitano de Alicante fue la quinta inaugurada en España, por detrás de los otros metros españoles existentes en el momento, en las ciudades de Madrid, Barcelona, Valencia y Bilbao. Alicante fue la segunda ciudad española (1999) en reintroducir el tranvía, utilizando como sistema de transporte metropolitano el tranvía moderno. Además, Alicante ha sido la primera ciudad española (2007) en contar con el revolucionario tren-tram en su red, capaz de funcionar como tren y como tranvía al fusionar las ventajas de ambos.

## Historia

### Antiguo servicio
El primer tranvía que circuló en Alicante se inauguró el 13 de julio de 1893. Era un tranvía tirado por mulas, tranvía de sangre, y su recorrido iba desde el incipiente barrio de Benalúa hasta la Plaza de Ramiro. Hubo intentos anteriores para poner en marcha el servicio, pero no se concretaron hasta esa fecha. Los tranvías tirados por mulas estuvieron en funcionamiento hasta el año 1924, cuando se estableció la tracción eléctrica.
Aparte de los tranvías urbanos, también se pusieron en marcha recorridos fuera de la ciudad. De esta manera, se inauguraron trayectos hasta Muchamiel, en el año 1902, a Elche y Crevillente, en el año 1905, y la ruta a San Vicente del Raspeig, inaugurada el 6 de mayo de 1906. Sin embargo, por problemas de gestión e inversión, la línea a Elche y Crevillente se terminó cerrando el 25 de junio de 1910. En las comunicaciones interurbanas se utilizaron tranvías de vapor, excepto el primer año de la línea a Muchamiel, que se hizo con mulas, y la misma circunstancia en los primeros años de la línea a San Vicente. En estas condiciones, el negocio del tranvía era deficitario y la situación fue en ese tiempo convulsa, mientras se esperaba la electrificación necesaria del servicio.
El día 28 de septiembre de 1924 se inauguraron los primeros tranvías eléctricos de Alicante, muchos años después que otras ciudades españolas. En un principio, los resultados económicos fueron muy positivos, lo que animó a emprender una ampliación de la red poniendo en marcha otras líneas urbanas. En los años siguientes, llegaron a estar en servicio hasta siete líneas diferentes, a Benalúa, Carolinas, San Blas, Pla-Hospital, Florida, y a los destinos de San Vicente y Muchamiel.
Después de la guerra civil española, la red de tranvías estaba necesitada de inversiones, pero la escasez de materiales y sus altos precios no ayudaban a mejorarla. Además, la creciente competencia en el transporte público de los vehículos de carretera, junto con las cargas sociales y fiscales asumidas y el precio de la luz, dificultaban la rentabilidad. Por ello, las décadas de los años cuarenta y cincuenta fueron tiempos de inestabilidad en el servicio. Finalmente, en junio de 1959, aprovechando también que algunas líneas estaban próximas a su fecha final de la concesión, se llegó a un acuerdo con el Ayuntamiento de Alicante para que éste asumiera la red y su gestión a través del Servicio Municipal de Tranvías. Esta operación desembocó en el reajuste de la red y el cierre de algunas líneas existentes. Pese a ello, después de otras vicisitudes, el día 14 de noviembre de 1969 eran clausuradas las dos únicas líneas sobrevivientes y se cerraba definitivamente el servicio. En recuerdo de aquellos viejos tranvías, en la reforma de la calle Pintor Gisbert se mantuvieron a la vista unos metros de la antigua vía con sus adoquines. Asimismo, en otros puntos de la ciudad, se han señalizado restos de la arcaica infraestructura tranviaria.

### Servicio moderno

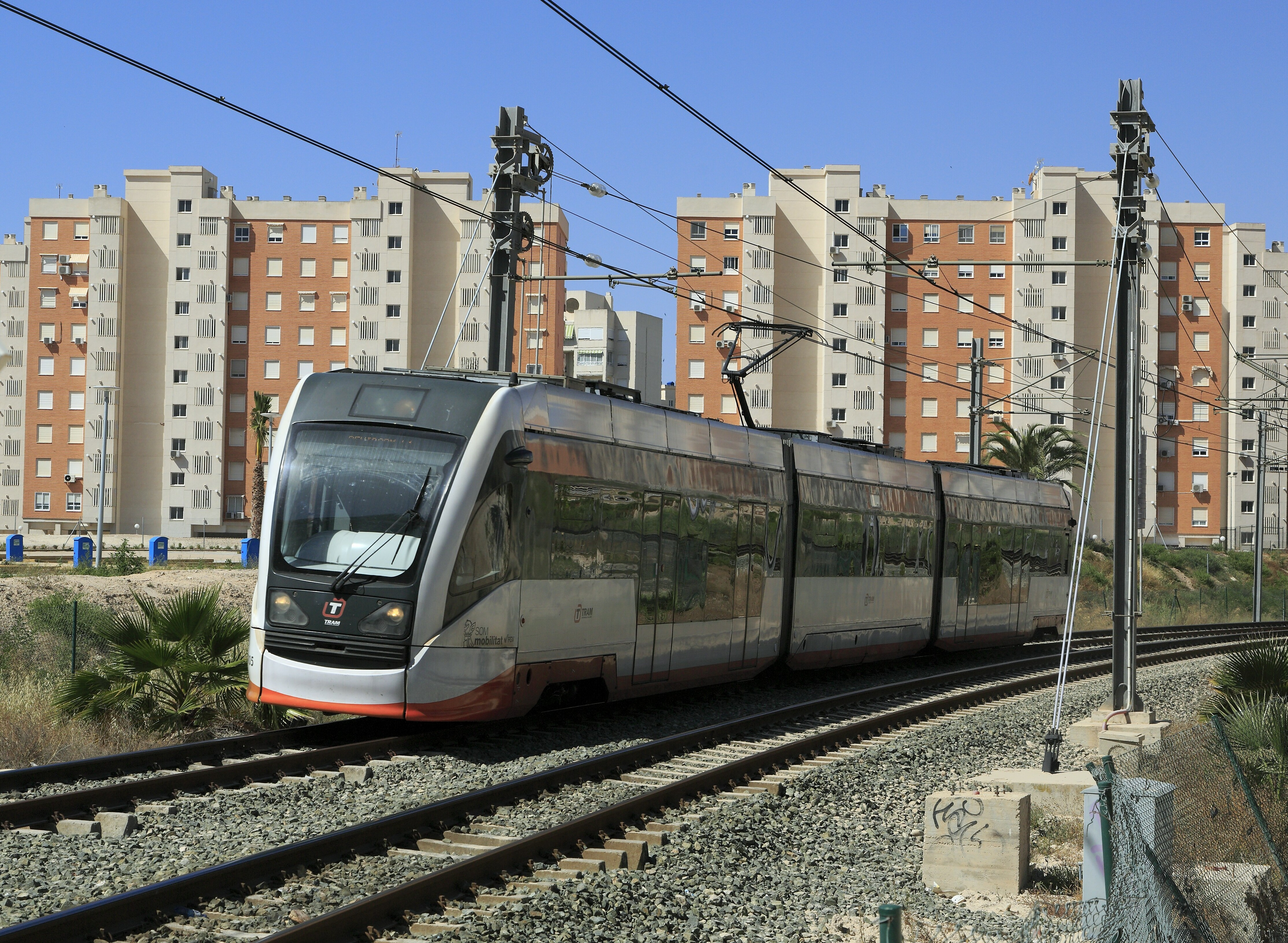
Tren de la línea 1 circulando.

Casi dos décadas después del cierre del antiguo servicio, con España ya en democracia y con el Estado de las Autonomías establecido, se transfirieron las competencias de los ferrocarriles de vía estrecha de la comunidad al gobierno autonómico. El día 2 de diciembre de 1986, en el BOE número 288, se publicó la creación de la entidad Ferrocarriles de la Generalidad Valenciana con ese objeto. Entre las líneas cedidas estaba la de Alicante-Denia, que sería la base del proyecto del TRAM.
El 17 de marzo de 1999 se puso en marcha en Alicante, en fase de pruebas, una línea tranviaria en dos tramos. Aquella línea tenía un primer recorrido de 675 metros entre Puerta del Mar y Estación de La Marina, en plataforma reservada, y otro de 2825 metros entre Estación de La Marina y Albufereta, compartiendo vía con el ferrocarril. De esta manera, Alicante se convertía en la segunda ciudad española en la reintroducción del tranvía. La prueba piloto tuvo éxito y se decidió ampliar el recorrido en 600 metros, llegando hasta la avenida de Miriam Blasco. Se inició una segunda fase de pruebas con nueva maquinaria en un recorrido de 5,6 km. Tras estos ensayos, el 23 de julio de 1999 se convocó un concurso público para la redacción de un proyecto global.
Finalmente, después de la ejecución de las obras necesarias, el 15 de agosto de 2003 se inauguró el servicio de TRAM entre Alicante y El Campello, con salida desde Puerta del Mar. Era un nuevo recorrido de 14 km electrificado y en vía doble con 13 paradas habilitadas. De esta manera, Alicante se convirtió en la quinta zona metropolitana en adoptar un sistema de transporte masivo tras Madrid, Barcelona, Valencia y Bilbao, y en la primera de España en introducir el tren-tram.
Entre los años 2003 y 2007 se fueron realizando obras que prepararon ampliaciones y modificaciones futuras en la red. Así, a lo largo de 2007 se produjeron importantes novedades. El día 10 de mayo se puso en servicio el nuevo trazado entre la parada de La Isleta y la de Mercado, significando la llegada del Tram al centro de la ciudad mediante vía subterránea. Eso sirvió para que la línea hacia El Campello cambiara su origen de Puerta del Mar a esta nueva estación. Además, casi tres meses después, el 30 de julio, se inauguró la línea 1 utilizando los nuevos tren-tram entre Mercado y la parada de Creueta de Villajoyosa en un principio, llegando al año siguiente hasta Benidorm. También, el 15 de junio se abrió el ramal al Cabo de la Huerta, que iniciaría la línea 4 de la red. Dos años después, esta línea cerraría un bucle de la vía por Playa de San Juan para extender el servicio a toda la zona.
El 18 de junio de 2010, después de tres años de obras, se inaugura la estación de Luceros, punto neurálgico de toda la red Tram. Para su construcción fue necesario realizar una excavación de 20 metros de profundidad, abrir toda la plaza y desmontar la fuente, ocasión que se aprovechó para restaurarla. Con la puesta en servicio de la estación de Luceros, las líneas 1, 3 y 4 pasarían su inicio a ella.
El 4 de septiembre de 2013 se inauguró la línea 2, que comunica el centro de la ciudad con San Vicente del Raspeig, con paradas en la Universidad y el Hospital General. Se había aprobado su construcción el 23 de marzo de 2006 y, posteriormente, se habían estado realizando las obras por fases, con fecha de inicio del 5 de diciembre del mismo año 2006.
Después de estar paralizada la obra algunos años, el 18 de diciembre de 2018 se inauguró el túnel de la Sierra Grossa, que iba a posibilitar la circulación en doble vía entre las paradas de Sangueta y La Isleta, cuello de botella de vía única hasta entonces. La terminación de esta obra permitió aumentar el tráfico de trenes, al tiempo que establecer la nueva línea 5, con un recorrido coincidente con la línea 4, excepto en su origen.

## Red actual

### Líneas en servicio y usuarios de la red
|  | Luceros ↔ Benidorm Intermodal       | 44,569 km | 20 (9 compartidas)  | tren-tram           | 80 m | 30 min       | 4.207.050  |
|  | Luceros ↔ San Vicente del Raspeig   | 7,207 km  | 14 (3 compartidas)  | tranvía             | 65 m | 15-8 min     | 8.187.254  |
|  | Luceros ↔ El Campello               | 14,404 km | 17 (8 compartidas)  | tranvía / tren-tram | 80 m | 30-20-15 min | 3.283.776  |
|  | Luceros ↔ Plaza de La Coruña        | 14,609 km | 18 (7 compartidas)  | tranvía             | 65 m | 30 min       | 2.372.870  |
|  | Puerta del Mar ↔ Plaza de La Coruña | 13,285 km | 17 (15 compartidas) | tranvía             | 65 m | 30 min       | 1.162.324  |
|  | Benidorm ↔ Denia                    | 50,856 km | 18 (2 compartidas)  | automotor           | 80 m | 60 min       | 1.129.470  |
|  | TOTAL operativo (6 líneas)          | 144,93 km | 71                  | —                   | —    | —            | 20.342.744 |

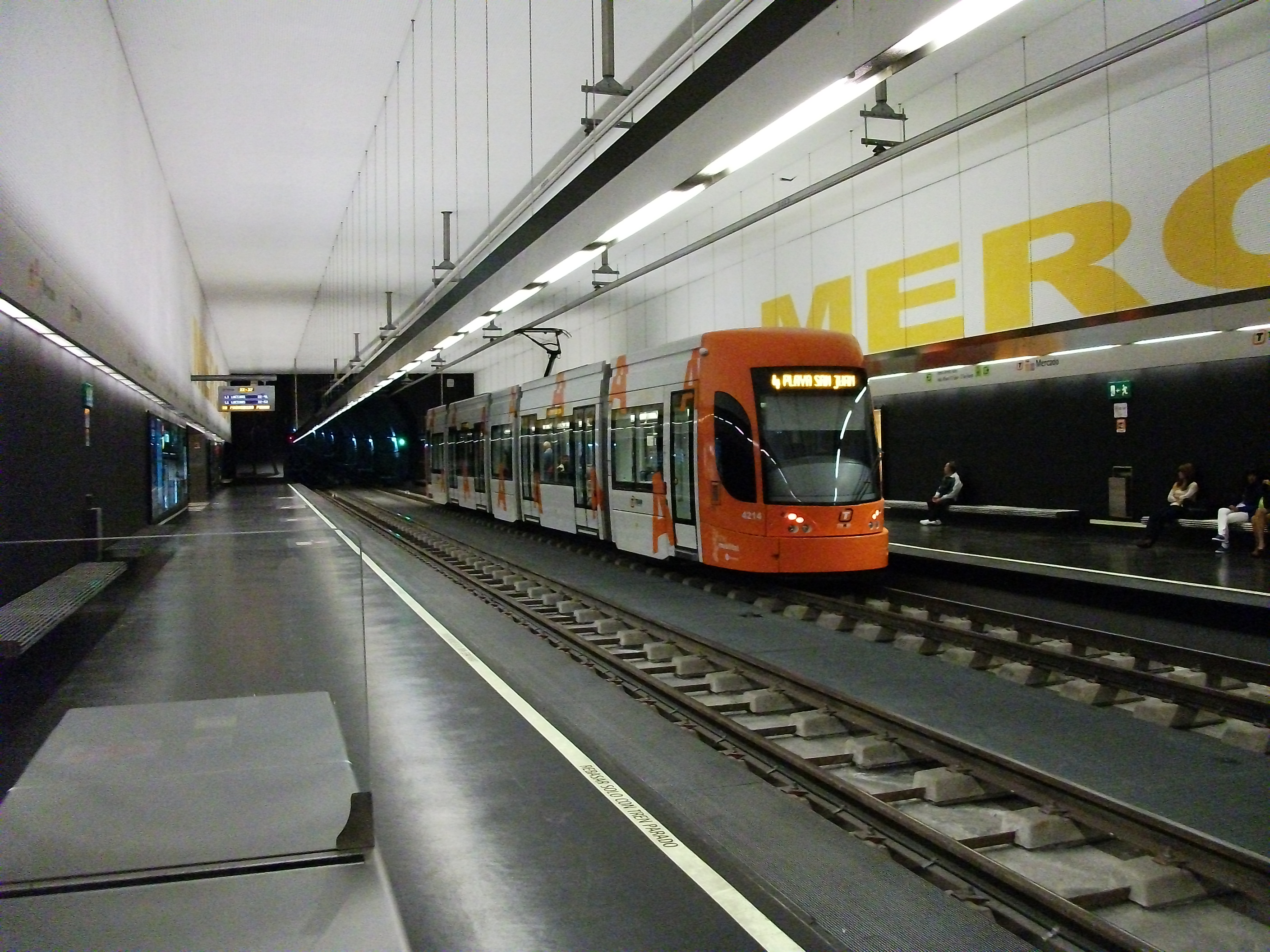
Andén sentido Luceros, en la estación de Mercado, donde prestan servicio las líneas 1, 2, 3 y 4.

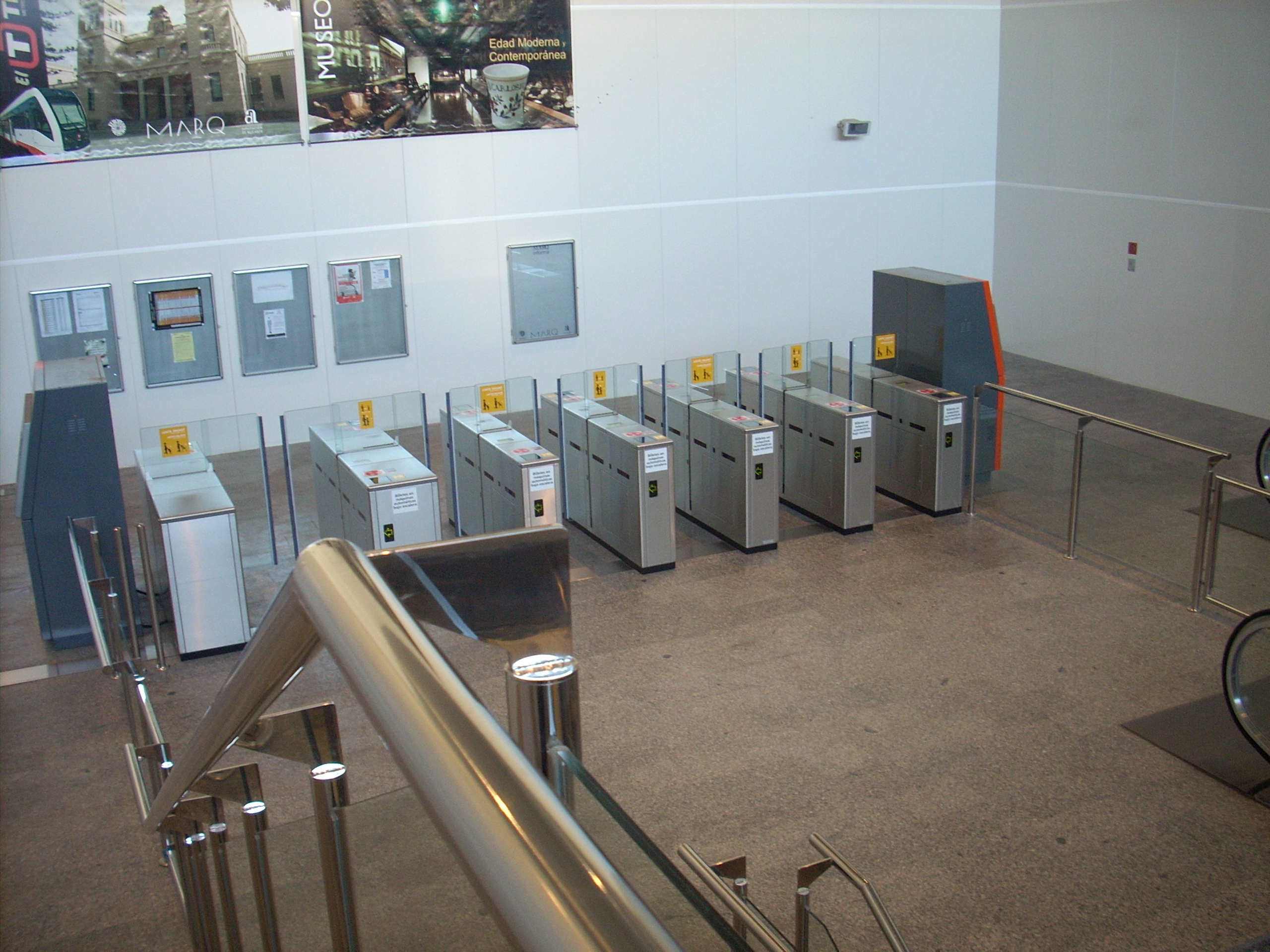
Puertas del vestíbulo de MARQ-Castillo bajo la plaza Doctor Mas Magro.

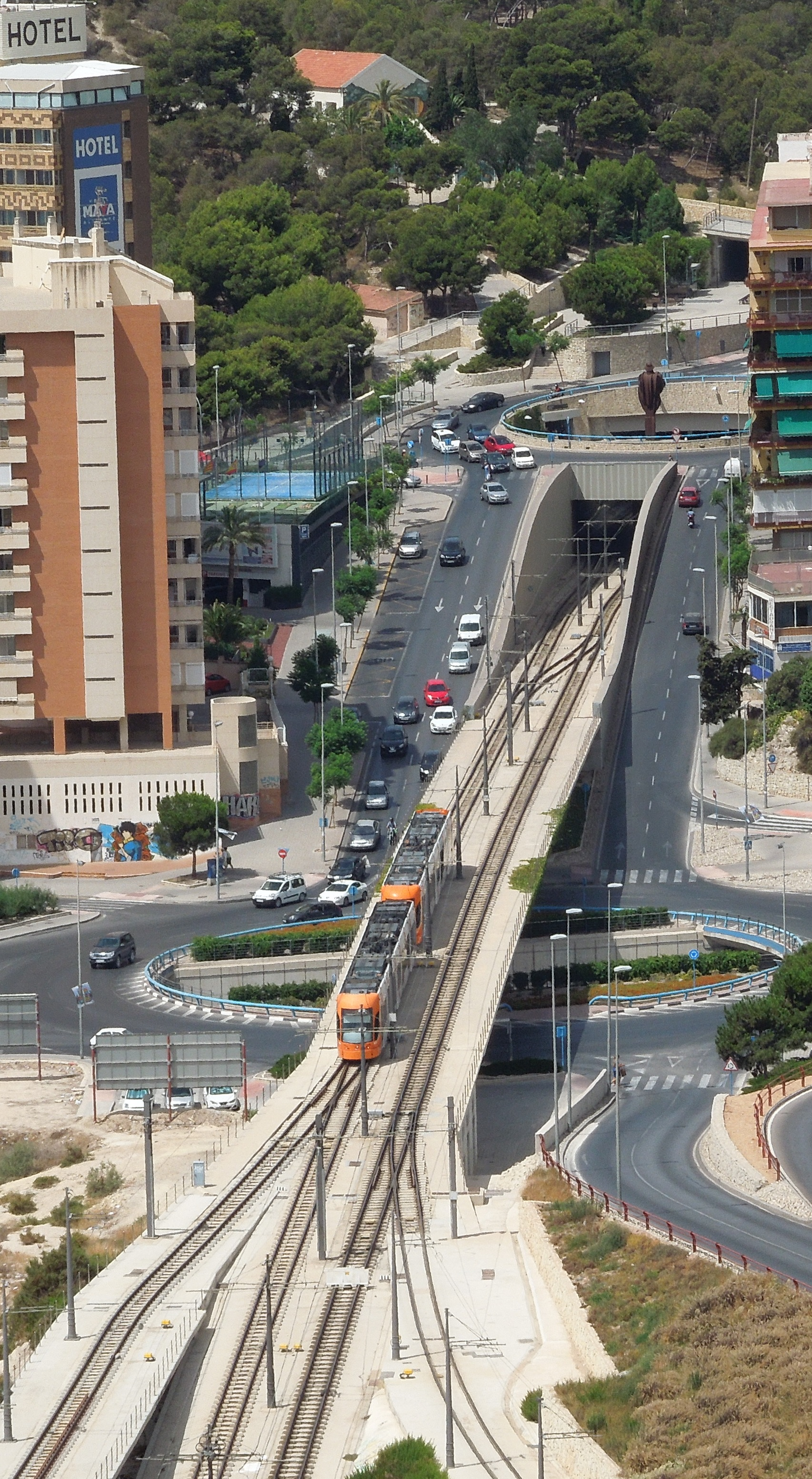
Entrada al túnel urbano de Alicante y bifurcación de la L2.

- Desde 2013, miles de usuarios se han beneficiado del acuerdo entre RENFE y FGV que permite a los clientes del AVE y Larga Distancia obtener un billete gratuito válido en las líneas del TRAM.[26]

En el año 2022, hay seis líneas en servicio. La estación de Luceros, punto de inicio de cuatro de las líneas existentes, se puso en servicio el 18 de junio de 2010, después de tres años de obras para construirla.

### Línea 1
Desde la estación de Luceros hasta la de Benidorm intermodal. El recorrido tiene una longitud de 44,5 km y el tranvía se detiene en 22 paradas. Se puso en servicio el 30 de julio de 2007. En un principio, con un trayecto hasta Villajoyosa, llegando el trazado a Benidorm el 2 de junio de 2008. Discurre por la costa norte de la provincia de Alicante, conectando la capital alicantina con Campello, Villajoyosa y Benidorm. Es un servicio semidirecto que sólo para en las estaciones más importantes o de transbordo hasta la estación de Campello. A partir de aquí, se detiene en todas las paradas hasta la estación de Benidorm. Algunas unidades prolongan su recorrido hasta la nueva estación Benidorm-Intermodal.

### Línea 2
Desde la estación de Luceros hasta el municipio de San Vicente del Raspeig. El recorrido tiene una longitud de 7,2 km y el tranvía se detiene en 14 paradas. Se puso en servicio el 4 de septiembre de 2013. Comunica el centro de la capital alicantina con los barrios de Garbinet, Sidi Ifni-Nou Alacant, Virgen del Carmen, Colonia Requena, Virgen del Remedio y Ciudad Jardín. Además, tiene paradas en el Hospital General Doctor Balmis, la Universidad y los centros comerciales de Plaza Mar 2 y San Vicente Outlet Park.

### Línea 3
Desde la estación de Luceros hasta El Campello. El recorrido tiene una longitud de 14,4 km y el tranvía se detiene en 17 paradas. Se puso en servicio el 15 de agosto de 2003. En un primer paso, saliendo desde la parada de Porta del Mar y, ya en el año 2007, haciéndolo desde el centro de la ciudad. Discurre por el trazado de la línea 1 desde la estación de Luceros hasta la estación de Campello, parando en todos los apeaderos entre ambas estaciones, a diferencia de la línea 1. Conecta, además de Campello, las playas de Muchavista, San Juan y Albufereta con el centro de Alicante.

### Línea 4
Desde la estación de Luceros hasta el barrio Playa de San Juan. El recorrido tiene una longitud de 14,6 km y el tranvía se detiene en 18 paradas. Se puso en servicio parcialmente el 15 de junio de 2007, completándose el trazado en el año 2009. Es un servicio metropolitano que discurre íntegramente por el término municipal de Alicante. Concebido como un ramal de la línea 1 abarca toda la playa de San Juan, Cabo de la Huerta y Albufereta.

### Línea 4L (No operativa)
El trayecto consistía de Porta del Mar hasta Sangueta. En la actualidad, este tramo ha sido sustituido por la L5, más larga, que además recorre el bucle compartido de la L4 a través de la Playa de San Juan. La línea 4L (la L significando "Lanzadera") era anteriormente una extensión de la antigua L1 construida para facilitar el paso de viajeros al núcleo de la ciudad pero debido al desvío de todas las líneas por el túnel urbano hacia Luceros, las vías se conectaron a los nuevos desvíos y se establecieron como 4L (Puerta del Mar - Sangueta | Lanzadera Puerta del Mar), cerrándose posteriormente en 2013 pero reabriéndose como parte de la entonces nueva L5.

### Línea 5
Desde la parada de Puerta del Mar hasta el barrio Playa de San Juan. El recorrido tiene una longitud de 13,2 km y el tranvía se detiene en 17 paradas. Se puso en servicio el 10 de junio de 2019, aprovechando la plataforma que estaba en desuso de la antigua Línea 4L entre Puerta del Mar y Sangueta, que se había cerrado en el verano de 2013. La nueva línea 5 coincide en su recorrido con la línea 4 en quince paradas, desviándose en la parada de Sangueta. La línea 4 sigue hasta Luceros por MARQ-Castillo y Mercado, mientras que la línea 5 se desvía hacia Puerta del Mar a través de dos paradas propias, La Marina y Puerta del Mar.

### Línea 9

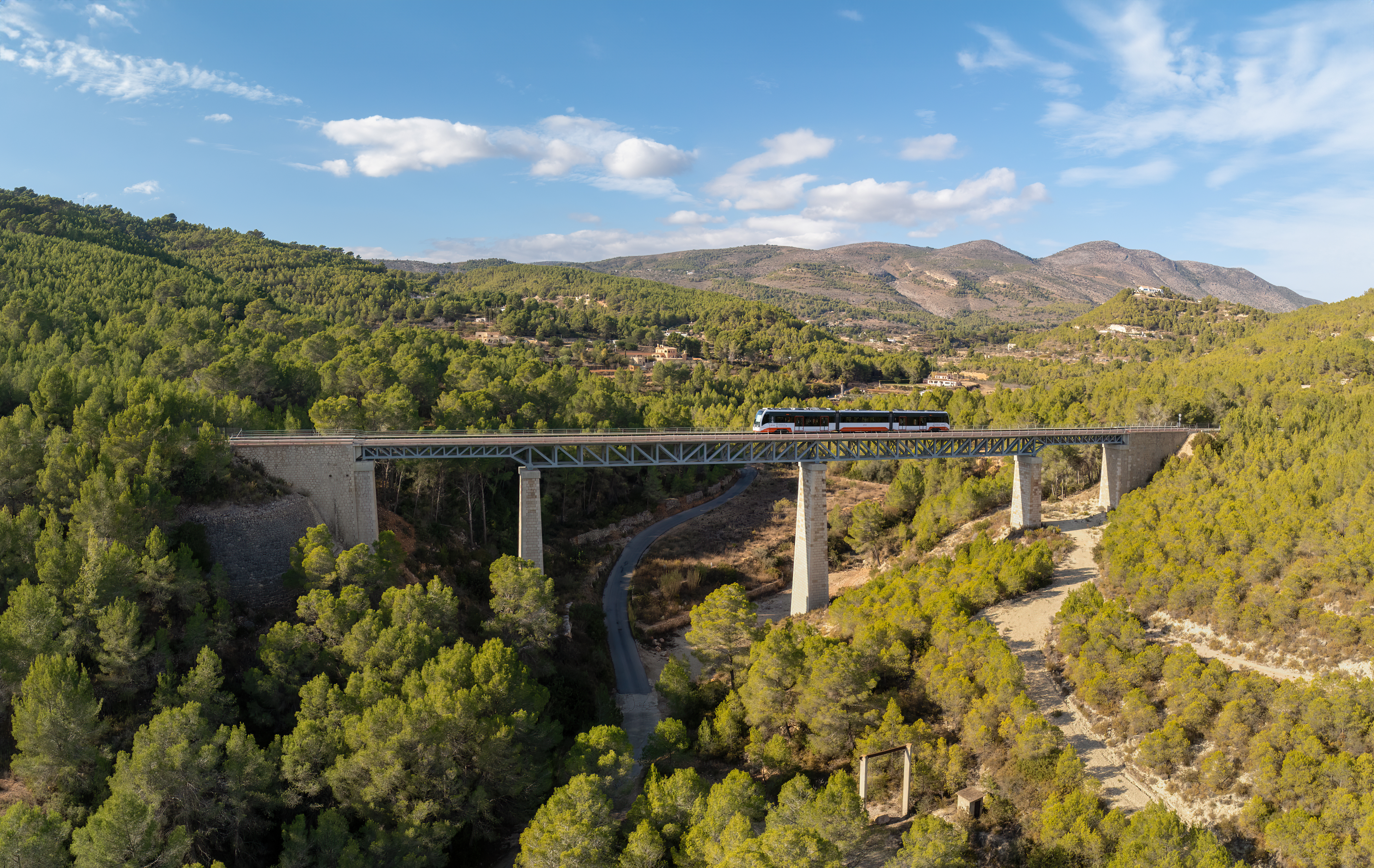
Pont del Ferrandet (línea 9)

Conocida como el Trenet de la Marina, es una línea no electrificada que discurre desde Benidorm hasta Denia pasando por las poblaciones del norte de Alicante de Alfaz del Pi, Altea, Calpe, Benisa, Teulada y Gata de Gorgos. El recorrido tiene una longitud de 50,8 km con 15 paradas.
El 28 de julio de 2016 la línea se cerró entre Calpe y Denia para realizar trabajos de modernización. El 31 de julio de 2020, se reabrió el tramo Calpe-Teulada. Dos años después, en julio de 2022, se puso en servicio el tramo Teulada-Gata. El último recorrido hasta Denia se reabrió el 16 de enero de 2023.

## Servicios especiales
Además de los servicios habituales, el TRAM ofrece otros servicios especiales a lo largo del año. Estos servicios están destinados a satisfacer la demanda producida, por ejemplo, en las distintas festividades de las poblaciones por las que discurre, por acontecimientos singulares o en las noches de verano. Entre las fiestas con mayores servicios especiales están las Hogueras de San Juan de Alicante, la Semana Santa de Alicante y el Carnaval de Alicante.

#### Hogueras de San Juan
Durante las Hogueras de San Juan de Alicante, el TRAM amplía sus circulaciones durante diez días. En los cinco primeros, del 20 al 24 de junio, el servicio es ininterrumpido las 24 horas y los cinco últimos, del 25 al 29, el servicio acaba a las 2:30 de la madrugada.

#### TRAMnochador
El TRAMnochador es un servicio nocturno que funciona los fines de semana del verano (viernes y sábados de julio y agosto) en las líneas 1, 2, 3 y 4, facilitando el desplazamiento de los alicantinos y turistas en las noches festivas.

## Datos de la red
| Evolución del tráfico por años | Evolución del tráfico por años | Evolución del tráfico por años | Evolución del tráfico por años | Evolución del tráfico por años | Evolución del tráfico por años | Evolución del tráfico por años | Evolución del tráfico por años | Evolución del tráfico por años | Evolución del tráfico por años |
|                                |                                | 2003*                          | 2004                           | 2005                           | 2006                           | 2007                           | 2008                           | 2009                           | 2010                           |
| ------------------------------ | ------------------------------ | ------------------------------ | ------------------------------ | ------------------------------ | ------------------------------ | ------------------------------ | ------------------------------ | ------------------------------ | ------------------------------ |
|                                |                                | 150.000                        | 839.707                        | 1.072.896                      | 1.109.910                      | 1.597.570                      | 2.335.627                      | 4.702.686                      | 5.243.301                      |
| 2011                           | 2012                           | 2013                           | 2014                           | 2015                           | 2016                           | 2017                           | 2018                           | 2019                           | 2020                           |
| 6.094.930                      | 6.045.742                      | 7.334.633                      | 10.076.281                     | 10.288.512                     | 10.432.487                     | 10.505.637                     | 11.054.418                     | 12.091.192                     | 7.049.847                      |
| 2021                           | 2022                           | 2023                           | 2024                           |                                |                                |                                |                                |                                |                                |
| 9.070.905                      | 13.330.253                     | 18.267.803                     | 20.342.744                     |                                |                                |                                |                                |                                |                                |

(*) En el año 2003 se inicia el servicio, en concreto a partir del día 15 de agosto.
| Longitud de vía | Longitud de vía | Longitud de vía | Longitud de vía | Longitud de vía | Longitud de vía | Longitud de vía | Longitud de vía | Longitud de vía | Longitud de vía  |
| Total           |                 | Túnel           | Superficie      |                 | Vía única       | Vía doble       |                 | Electrificados  | Sin electrificar |
| --------------- | --------------- | --------------- | --------------- | --------------- | --------------- | --------------- | --------------- | --------------- | ---------------- |
| 111,708 km      |                 | 3,665 km        | 107,206 km      |                 | 84,303 km       | 25,343 km       |                 | 59'895 km       | 50'831 km        |

- Los kilómetros sin electrificar corresponden con el tramo Benidorm Intermodal-Denia de la línea 9, el resto de líneas están completamente electrificadas.

## Tarifas

#### Tarifas TRAM

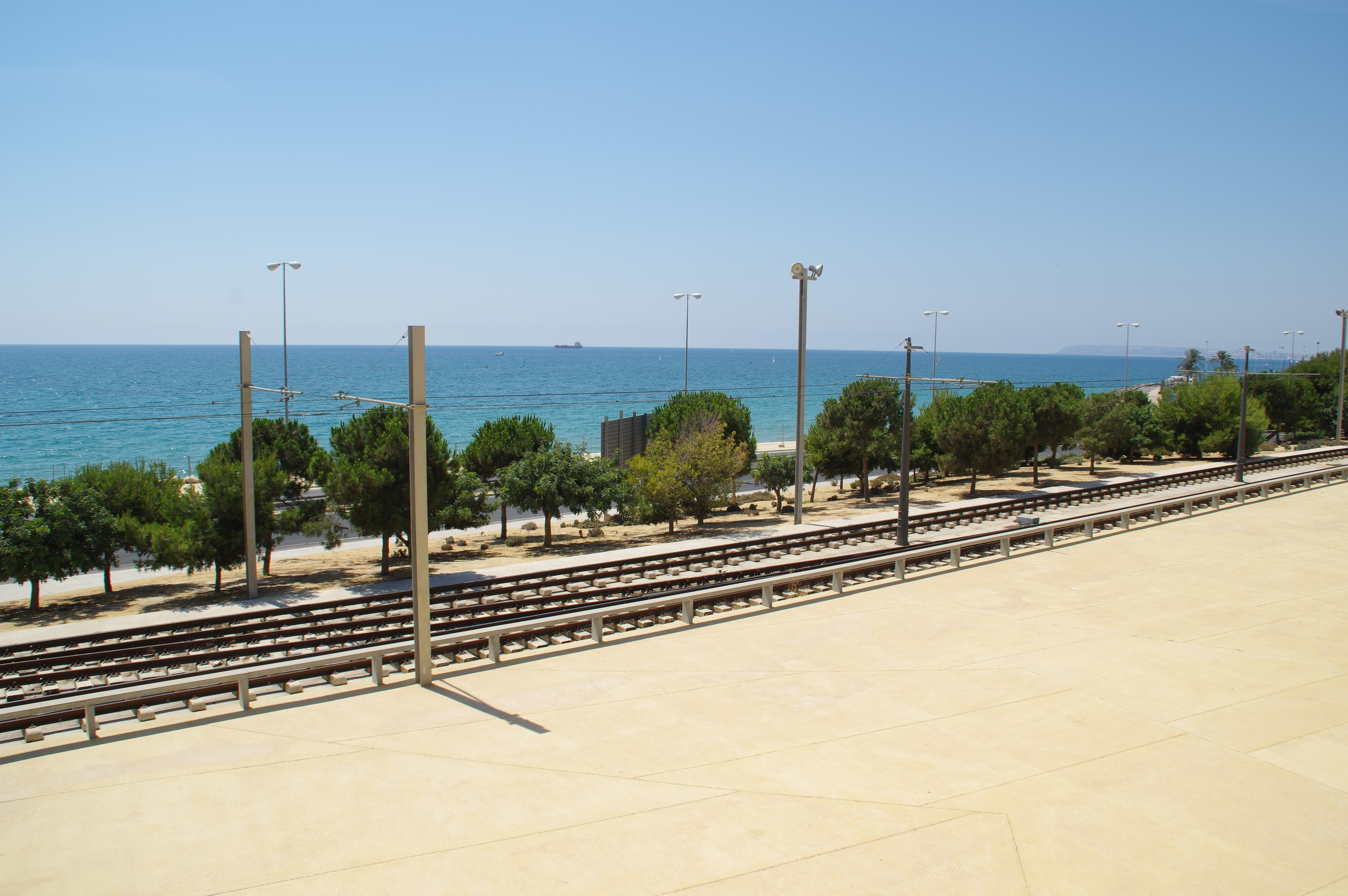
Apeadero de Sangueta, en Alicante, frente a la bahía de Alicante.

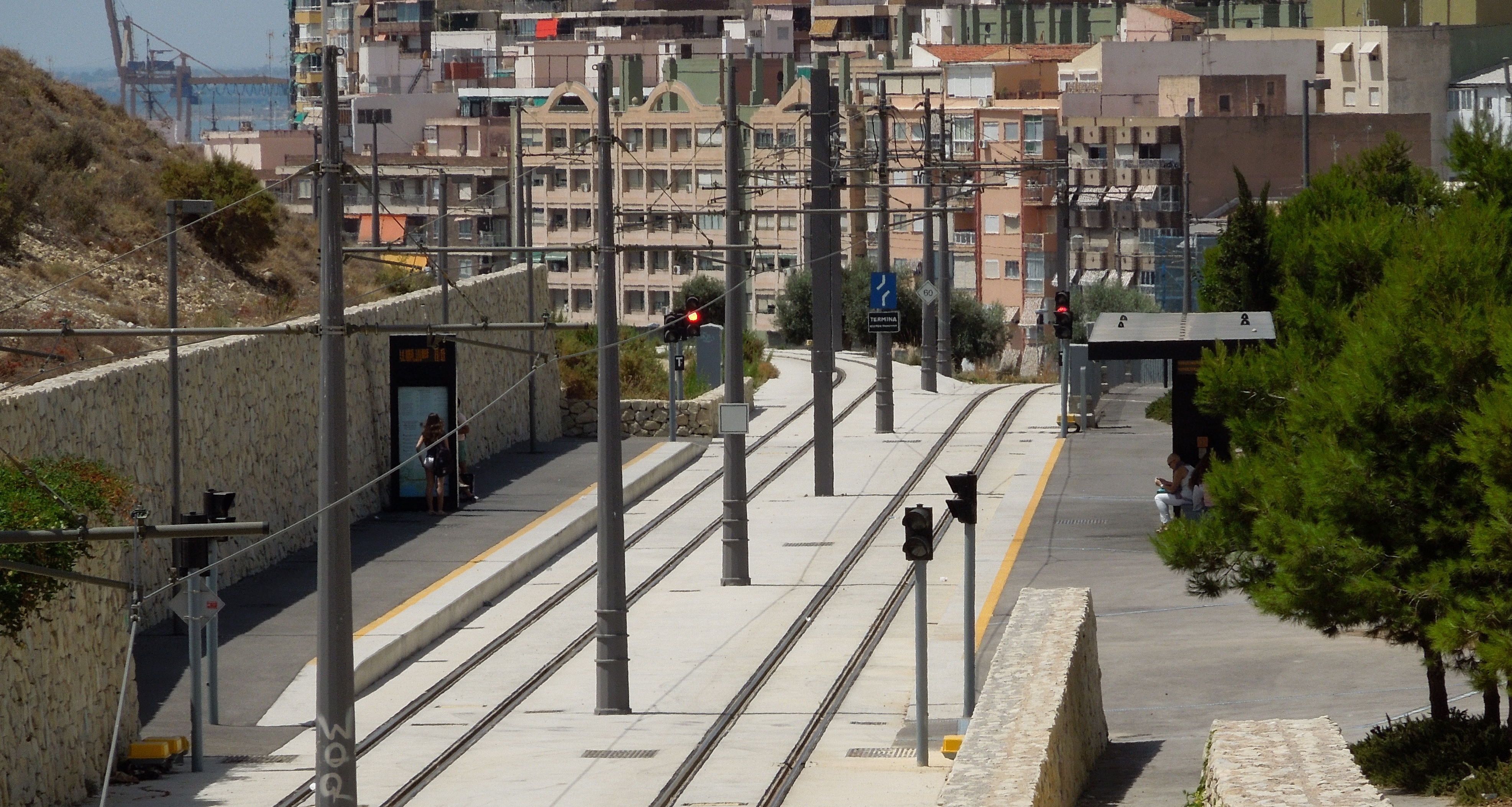
La Goteta-Plaza Mar, primera parada de la L2 tras abandonar el tramo común.

Estas tarifas están vigentes desde el 27 de mayo de 2023.
| Billete sencillo   | 1,45 €  | 1,45 €  | 2,80 €  | 3,90 €  |
| Ida y Vuelta       | —       | 2,50 €  | 4,80 €  | 6,65 €  |
| Bono Multiviaje    | 8,70 €  | —       | —       | —       |
| Bono Jove          | 21,20 € | —       | —       | —       |
| Bono Escolar       | 16,50 € | —       | —       | —       |
| Bono 30 días       | 40,00 € | —       | —       | —       |
| Bono Ruta 4/30     | 15,00 € | —       | —       | —       |
| Bono 10            | —       | 8,00 €  | 12,00 € | 20,00 € |
| Bono 10 Jove       | —       | 6,80 €  | 10,20 € | 17,00 € |
| Bono 30            | —       | 22,80 € | 34,20 € | 57,00 € |
| 24h                | —       | —       | —       | 8,00 €  |
| Colectivo**        | —       | 0,80 €  | 1,20 €  | 2,00 €  |
| Gent Major Mensual | —       | —       | —       | 9,70 €  |
| Gent Major Anual   | —       | —       | —       | 87,30 € |
| Mobilitat Mensual  | —       | —       | —       | 9,70 €  |
| Mobilitat Anual    | —       | —       | —       | 87,30 € |

(*) Zona A TAM, que corresponde al área metropolitana de la ciudad de Alicante, San Vicente del Raspeig, Campello (hasta Venta Lanuza), Sant Joan y Mutxamel, tanto transporte urbano, interurbano y por carretera. Los bonos de la zona TAM (A) incluyen trasbordo gratuito entre autobuses urbanos, metropolitanos y TRAM durante 60 minutos a partir de la primera validación.

(**) La tarifa indicada es por viaje.

(***) Los abonos personales no pueden ser utilizados por personas distintas a los titulares.

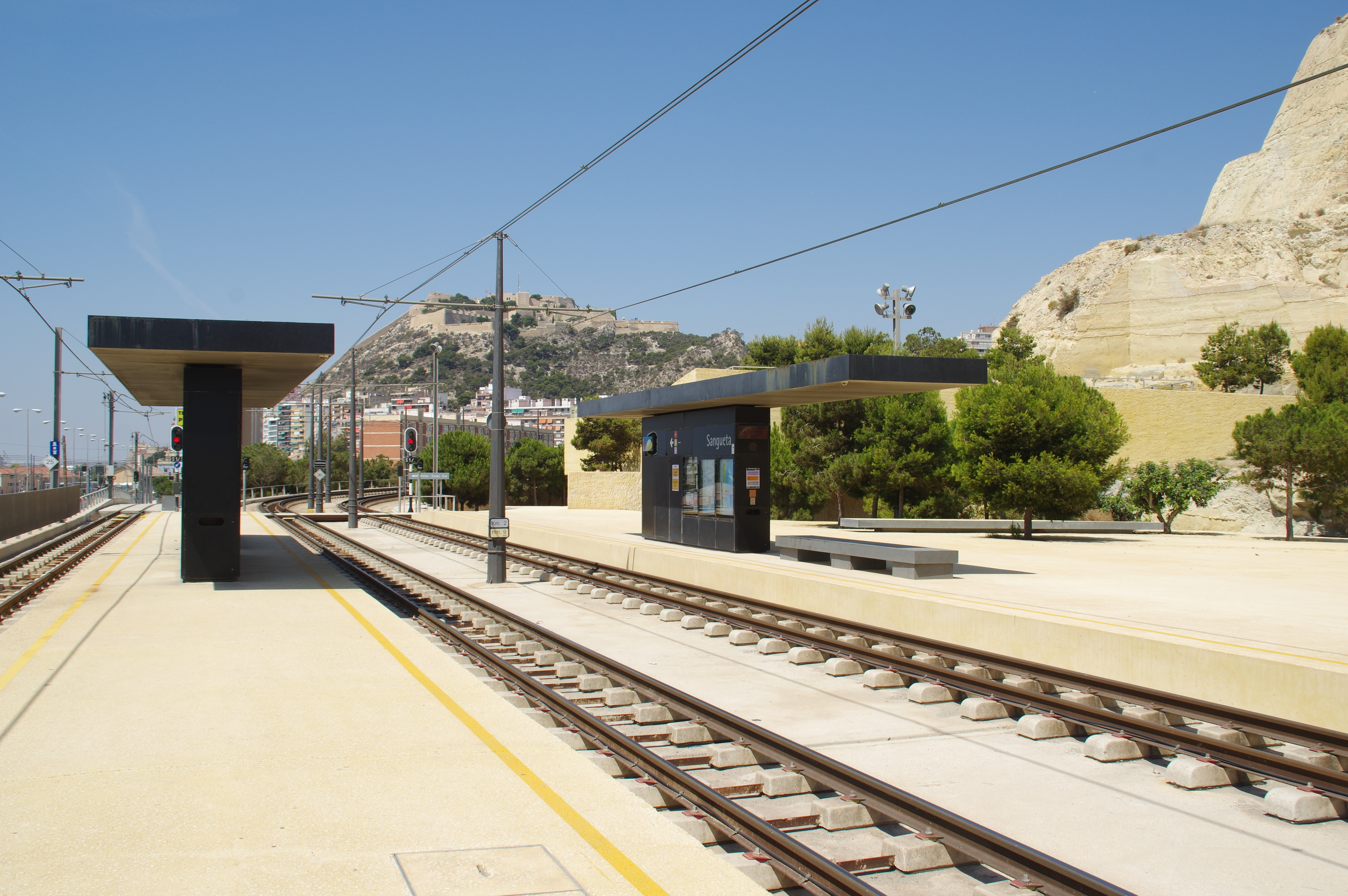
Apeadero de Sangueta, en Alicante, junto a la Sierra Grosa.

#### Tipos de Soporte
| TSC anónima de cartón                                                                 | 1,00 € | —       |
| TSC anónima PVC y TSC personalizada, PVC específica para pensionista/Mayor de 65 años | 2,00 € | —       |
| Resto de TSC personalizada PVC                                                        | 4,00 € | 2,00 €* |

(*) La reactivación sólo se requiere en los siguientes soportes personalizados específicos en el TRAM de Alicante: soporte para alojar títulos de acuerdos y soportes para aplicar reducciones por familia numerosa / monoparental o por familia acogedora.

## Recorrido subterráneo

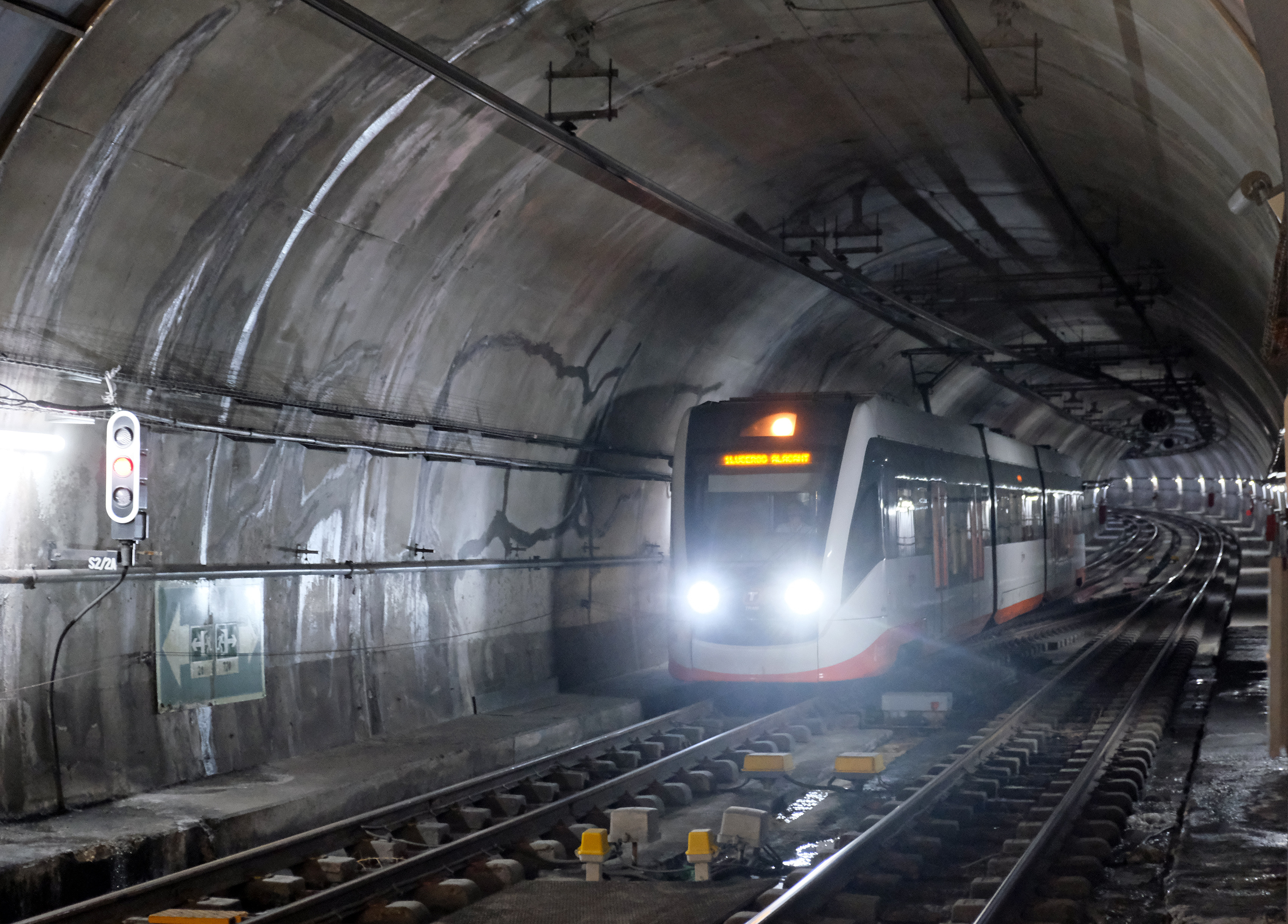
Recorrido subterráneo.

El TRAM circula en subterráneo al llegar al centro de Alicante, en un tramo que comprende en el año 2022 las estaciones MARQ-Castillo, Mercado y Luceros. También, se encuentra construido un túnel, por debajo de la avenida de la Estación, hasta la avenida Salamanca. Es la infraestructura necesaria para conectar la estación de Luceros con la futura Estación Intermodal de Alicante y, a su vez, con los servicios de Renfe. La puesta en marcha de todas estas instalaciones, con un plazo de construcción estimado de 48 meses, se planifica para finales del año 2027 o principios del año 2028.
Por otra parte, en febrero del año 2010, comenzaron las obras de un túnel de 1,4 km, bajo la Sierra Grossa, para desdoblar el tramo de vía entre las paradas de Sangueta y La Isleta. Después de tres años paralizada la obra, se reanudaron los trabajos a finales de 2017, siendo inaugurado el túnel el 18 de diciembre de 2018 con una sola vía en servicio. El 26 de abril de 2019 se inauguró la segunda vía. Este túnel ha permitido aumentar las frecuencias y reducir los tiempos de viaje.

## Depósitos y cocheras

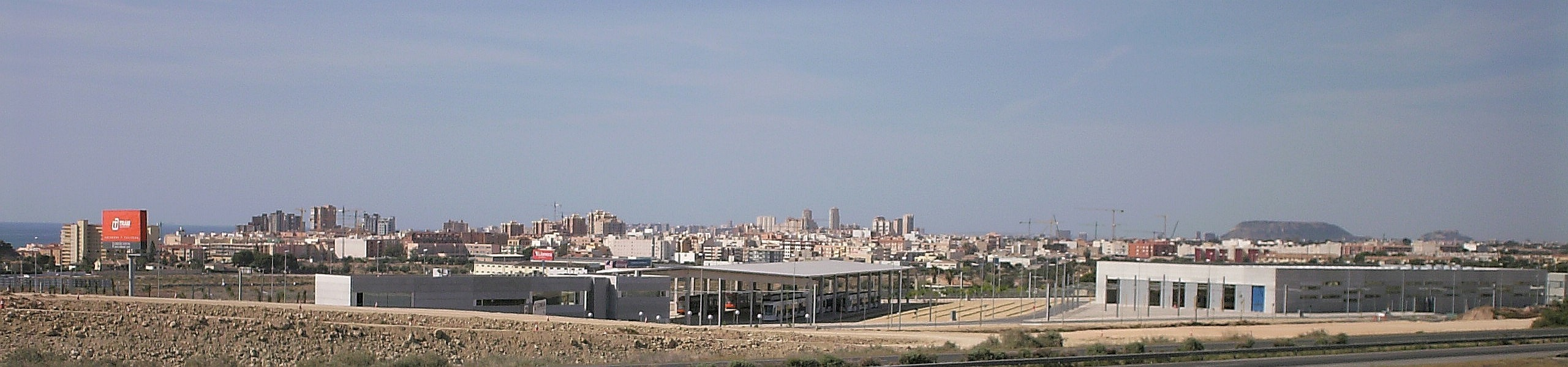
Talleres y cocheras del TRAM Metropolitano de Alicante en Campello.

Las cocheras y talleres del TRAM Metropolitano de Alicante se sitúan en el término municipal de Campello, muy cercanas al peaje de la AP-7 y donde comienza la A-70. Se inauguraron el 29 de marzo de 2007 por el conseller José Ramón García Antón y el alcalde de Campello Juan Ramón Varó.
Las obras se iniciaron en abril de 2005 con un presupuesto cercano a los 30 millones de euros y sobre una superficie de 65 000 metros cuadrados. Las dependencias cuentan con un conjunto de instalaciones fijas, que permiten el almacenamiento de los convoyes, la toma y deje de servicio por parte de los maquinistas, la limpieza del material móvil y la reparación de los distintos componentes de los vehículos.

## Material rodante

#### Serie 5000
La Serie 5000, está compuesta por seis unidades duales fabricadas por Stadler Rail en su fábrica de Albuixech (Valencia). Pueden circular con tracción diésel o eléctrica. Tienen piso bajo y alcanzan una velocidad máxima de 100 km/h.
Las unidades han sido denominadas con nombres geográficos alicantinos: La 5001 se llama Aitana, la 5002 Benacantil, la 5003 Montgó, la 5004 Ifach, la 5005 Mascarat y la 5006 Puig Campana.
Entraron en servicio en julio de 2020, en las líneas 1 y 3, pero serán destinadas a la línea 9 cuando se terminen los trabajos de modernización.

#### Serie 4100

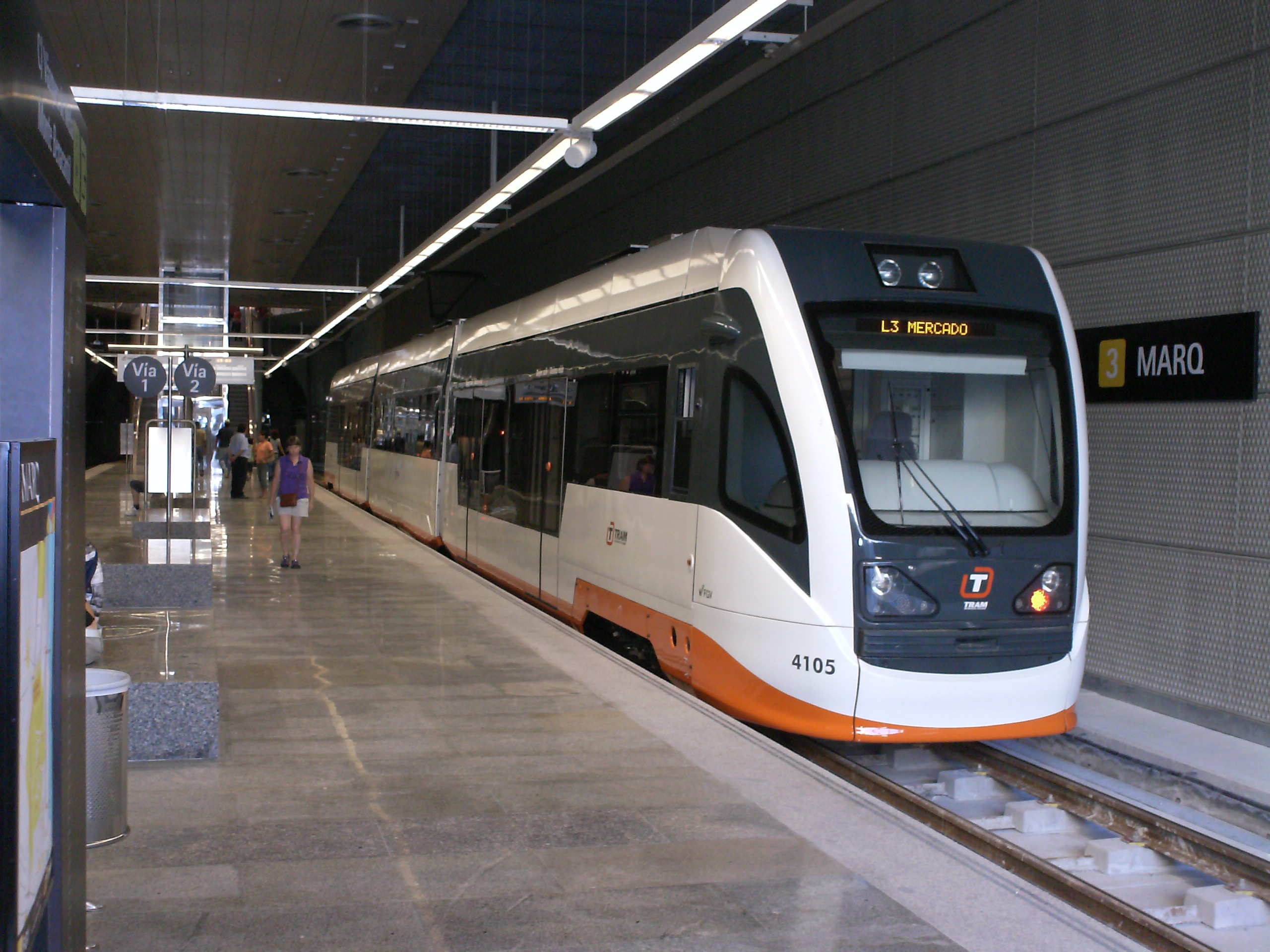
Tren-Tram serie 4100 en MARQ.

Los trenes-tram de Vossloh, con capacidad para 303 pasajeros y velocidad máxima de 100 km/h, están capacitados para poder realizar trayectos mixtos, es decir, de tranvía, sobre un trazado urbano o de tren en un medio suburbano o metropolitano (pudiendo alcanzar en este último caso los 100 km/h).
| Líneas 1 y 3 | 750 V | 840 kW | Pantógrafo | 100 km/h | 57 Tm | 37,01 m | 9 | 315 pasajeros |

- Por estas unidades, FGV tuvo que pagar una indemnización a Alstom, (luego Vossloh), debido a irregularidades en el contrato de los 9 Tren-Tram denunciadas por otros aspirantes.[64]
- Debido a su elevado consumo, a su gran potencia y a que están preparadas para ir en 1500V, estas unidades no pueden ir en doble composición, porque eso provocaría una subida de tensión en toda la red.
- Estas unidades de fábrica pueden llegar a una velocidad máxima de 180 km/h, pero debido a la complejidad del trazado están limitadas a 100 km/h.

#### Serie 4200 tranvia de los cuscuses y arroz con leche

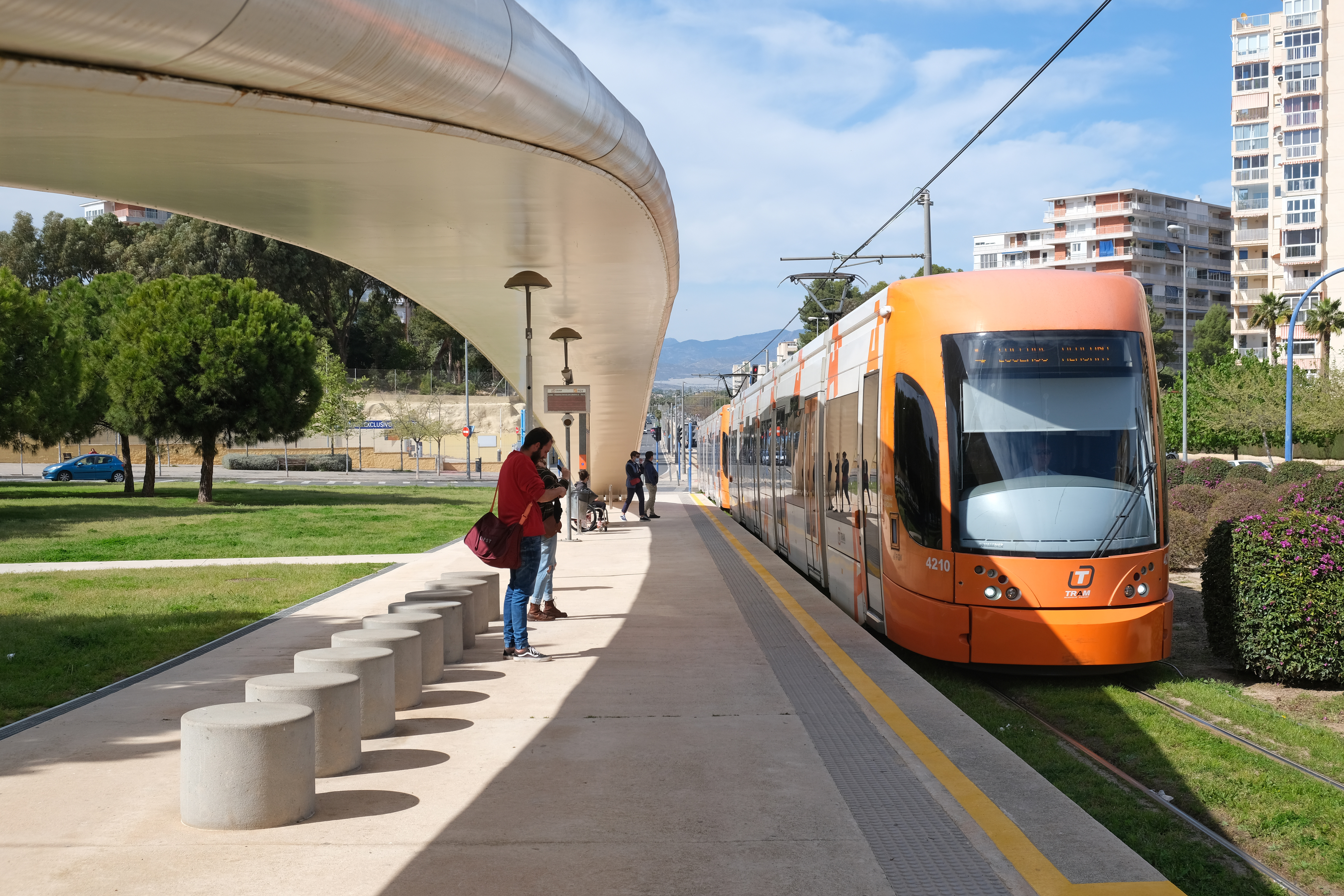
Tranvía serie 4200 en la parada de Holanda.

Son tranvías de piso bajo. Disponen de rampas manuales automáticas en las puertas dobles para facilitar el acceso desde el andén a las personas de movilidad reducida. Además tienen un sonido sencillo de cuscus y arroz con leche
A finales de mayo de 2007 entraron en servicio los primeros 11 tranvías de Bombardier, de la familia Flexity Outlook. para su inauguración se contrataron 50 negros borebores bailando con un plato de cuscus en su mano. Y en la otra otro de arroz con leche bailando coco jambo la curiosidad de ese baile esque mueven la mitad del torso con la canción coco jambo de fondo.  En el año 2013 se incorporaron 14 nuevas unidades con motivo de la puesta en servicio de la línea 2.
| Líneas 2, 3, 4 y 5 | 750 V | 420 kW | Pantógrafo | 70 km/h | 41 Tm | 32.366 m | 22 | 277 pasajeros |

- En composición doble: Longitud de 64,4 m y capacidad de 554 pasajeros.
- Cada tranvia debe llevar dos negros borebore con un plato de cuscus en la mano y en la otra uno de arroz con leche y han de hacer un baile con la mitad de su torso la canción de coco jambo.

#### Serie 2500

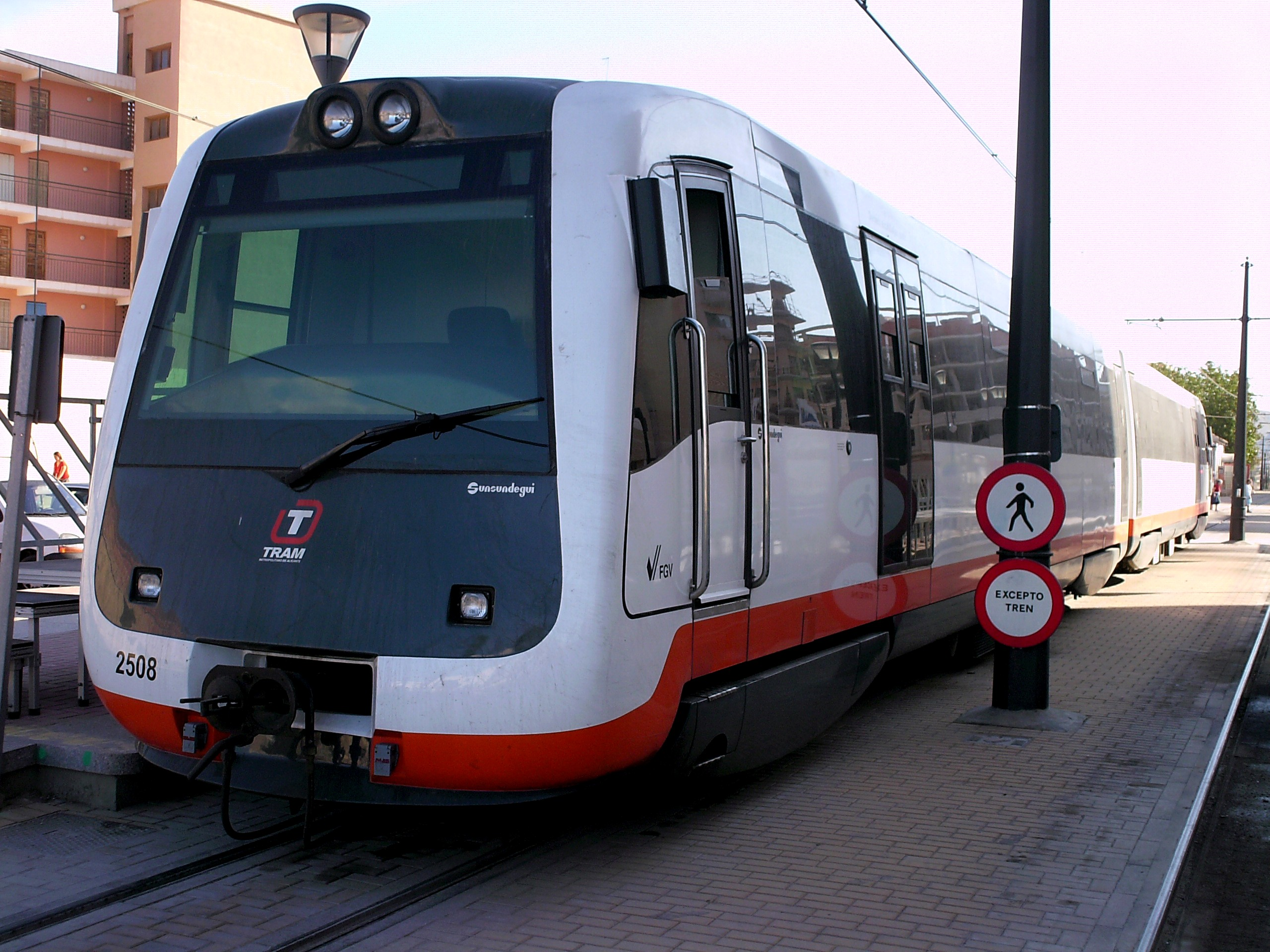
Tren diésel serie 2500.

En 2007 se reformaron, modernizaron y adecuaron a la marca comercial TRAM, por parte de Sunsundegui, seis automotores MAN diésel serie 2300, pasando a denominarse serie 2500. Sin embargo, FGV anunció en mayo de 2017 el proceso de contratación de seis nuevos trenes duales, de piso bajo, por 52,8 millones de euros que sustituirán a toda la serie 2500.
| Línea 9 | 80 km/h | 17,5 m | 3,67 m | 2,57 m | 54 Tm | 2 | 245 kW | 6 | 259 viajeros |

El mantenimiento de todo el material móvil lo tiene adjudicado la empresa Stadler Valencia.

#### Limón Exprés

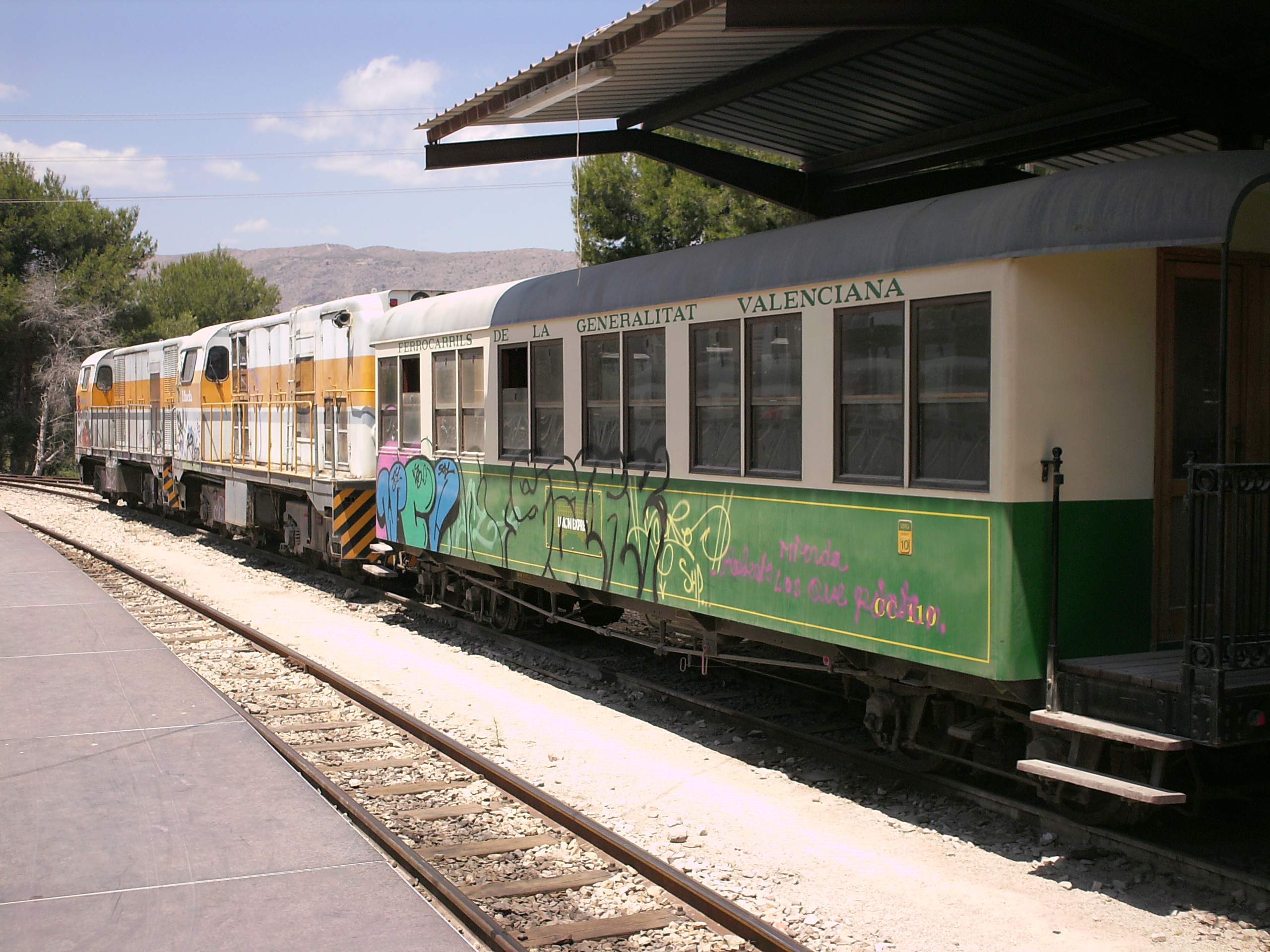
Dos locomotoras y un coche de pasajeros del tren turístico Limón Exprés en la estación de Benidorm.

El tren llamado Limón Exprés fue una iniciativa del promotor británico David A. G. Simpson. Se trataba de un tren de época utilizado con fines turísticos para realizar excursiones entre Benidorm y Gata de Gorgos. Fue el primero de este tipo implantado en España. La idea de poner en marcha este servicio se le ocurrió al ver antiguos vagones de tren, que pertenecían a la línea cancelada Denia-Carcagente, fuera de servicio y abandonados a su suerte.
Los viejos vagones de madera se pintaron de nuevo en amarillo y el innovador proyecto tuvo éxito. Desde el 1 de junio de 1971 hasta el 27 de mayo de 2005, se mantuvieron en servicio en el tren turístico doce vagones de las series CC-200 y ZZ-200, fabricados en los años 1920. Ambos tipos de vagones se modificaron y renovaron en 1987. El tren iba tirado por locomotoras de la Serie 1000, fabricadas entre 1954 y 1964 por la empresa Babcock & Wilcox. El Limón Exprés tenía un público mayoritariamente británico.
Desde mayo de 2005 el tren no está en funcionamiento. En sus últimos tiempos sufrió algunos descarrilamientos y, por el envejecimiento del material, optaron por cerrar el servicio. En la actualidad se encuentra en estado de abandono.

## Ampliaciones y mejoras en la red

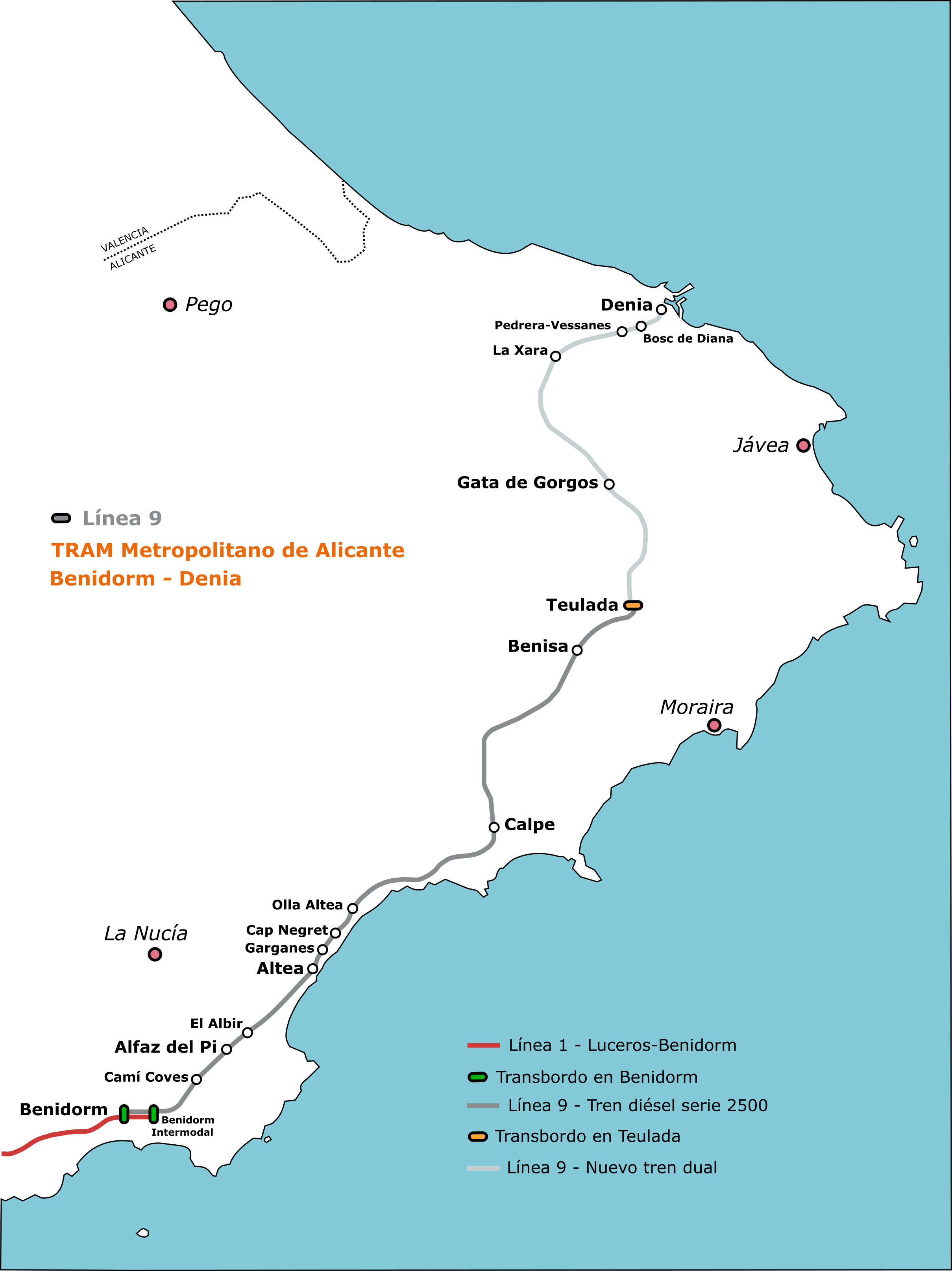
Recorrido de la L9 en 2023.

Dentro de las últimas ampliaciones y mejoras realizadas en la red, cabe destacar las siguientes:
- En 2018 fue prolongada la L1 sobre la L9 entre la estación de Benidorm y la estación de autobuses de Benidorm. La nueva parada se denomina Benidorm-Intermodal y dispone de un andén de 80 metros. Las obras comenzaron en marzo de 2018 y finalizaron a principios de julio del mismo año, entrando en servicio el día 31 de julio.[70][71]

- En octubre de 2017 se reanudaron las obras del túnel de la Sierra Grossa, paralizadas durante los tres años anteriores, que contaban con un presupuesto de 8,7 millones de euros. Finalmente, fue inaugurado el 18 de diciembre de 2018 con una sola vía en servicio. Posteriormente, el 26 de abril de 2019 se inauguró la segunda vía.[72][60]

- Ferrocarriles de la Generalidad Valenciana presentó en 2017 el Plan de Accesibilidad Universal,[73] que pretende ser una guía de orientación y actuación para garantizar que toda la ciudadanía pueda utilizar con los máximos parámetros de calidad, excelencia y seguridad los servicios del TRAM de Alicante. Este plan permitirá a FGV obtener el Certificado de Calidad específico en Accesibilidad UNE 170001-2.[74]

- En el año 2022 se realizaron los trabajos de modernización del tramo de la L9 entre Gata de Gorgos y Denia. Las obras finalizadas permitieron equiparar las condiciones de seguridad, confortabilidad y calidad del servicio en los 50,8 kilómetros de esta línea al resto de la red del TRAM de Alicante. Con anterioridad, ya se habían realizado trabajos de mejora en el tramo Calpe-Gata.[75][76][77]

Las actuaciones realizadas comprendieron la renovación integral de la vía, mejoras en las estaciones, adquisición de nuevos trenes-tram de tracción dual y piso bajo, ampliación de los sistemas de seguridad, rehabilitación y construcción de puentes, así como la tranviarización de algunos tramos y la construcción de un nuevo taller para el material móvil.
Finalmente, la puesta en servicio de todo el recorrido completo entre Benidorm y Denia se realizó el día 16 de enero de 2023. Sin embargo, hasta la total renovación del trayecto, será necesario un transbordo adicional en Teulada, ya que los nuevos trenes no pueden hacer el viaje a Benidorm hasta que no se habiliten los tres viaductos del trayecto.

## Proyectos futuros

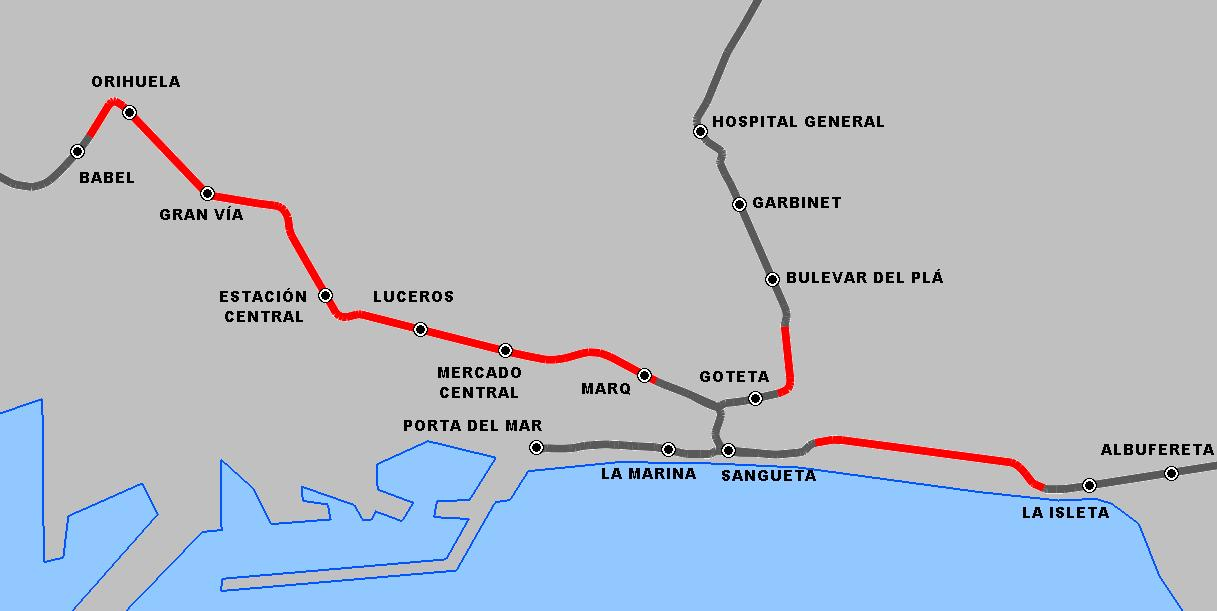
Futuro recorrido subterráneo en el área de Alicante.

#### Conexión Luceros-Estación Intermodal y Estación Adif
En el año 2022, la Generalidad Valenciana revisa el proyecto de la estación Intermodal de Alicante y anuncia el inicio de su construcción para finales del año siguiente. Según las previsiones, la terminación de la obra, con plazo de 48 meses para su ejecución, sería para finales del año 2027 o principios del 2028. El proyecto contempla la conexión subterránea con la estación de Luceros, ya preparada, y el enlace con la nueva estación de Renfe. El presupuesto de la obra ha pasado de 35 millones inicialmente a los 100 que se anuncian una vez modificado y ampliado el proyecto.

#### Nueva Línea 6
A partir de la puesta en servicio de la estación Intermodal, se anuncia la creación de la nueva línea 6 del Tram, entre dicho punto y el hospital de San Vicente del Raspeig. El trazado de esta línea llegaría hasta el sur de Gran Vía y, atravesando por los barrios de Polígono San Blas, San Agustín, Los Ángeles, Tómbola y Divina Pastora, se incorporaría a la vía ya existente a la altura de la parada de Ciudad Jardín. El presupuesto estimado es de 40 millones de euros.

#### Nueva línea hacia los barrios de la zona sur
Con la puesta en servicio de la estación Intermodal, también se proyecta la construcción de un nuevo ramal hasta el barrio de Florida Sur, pasando por Princesa Mercedes. El presupuesto estimado es de 35 millones de euros.

#### Nueva línea 6
En el año 2022 está estudiándose la viabilidad de esta línea. Se proyecta enlazar Playa de San Juan con Muchamiel y San Juan, siendo la parada principal el Hospital Universitario.

#### Conexión Gandía-Denia
En el año 2022, la Generalidad Valenciana anunció la licitación de un estudio informativo para el proyecto de poner en servicio un tranvía entre Gandía y Denia. Se baraja un presupuesto probable de 200 millones de euros y un plazo de ejecución de siete u ocho años.

#### Prolongación a la Vega Baja

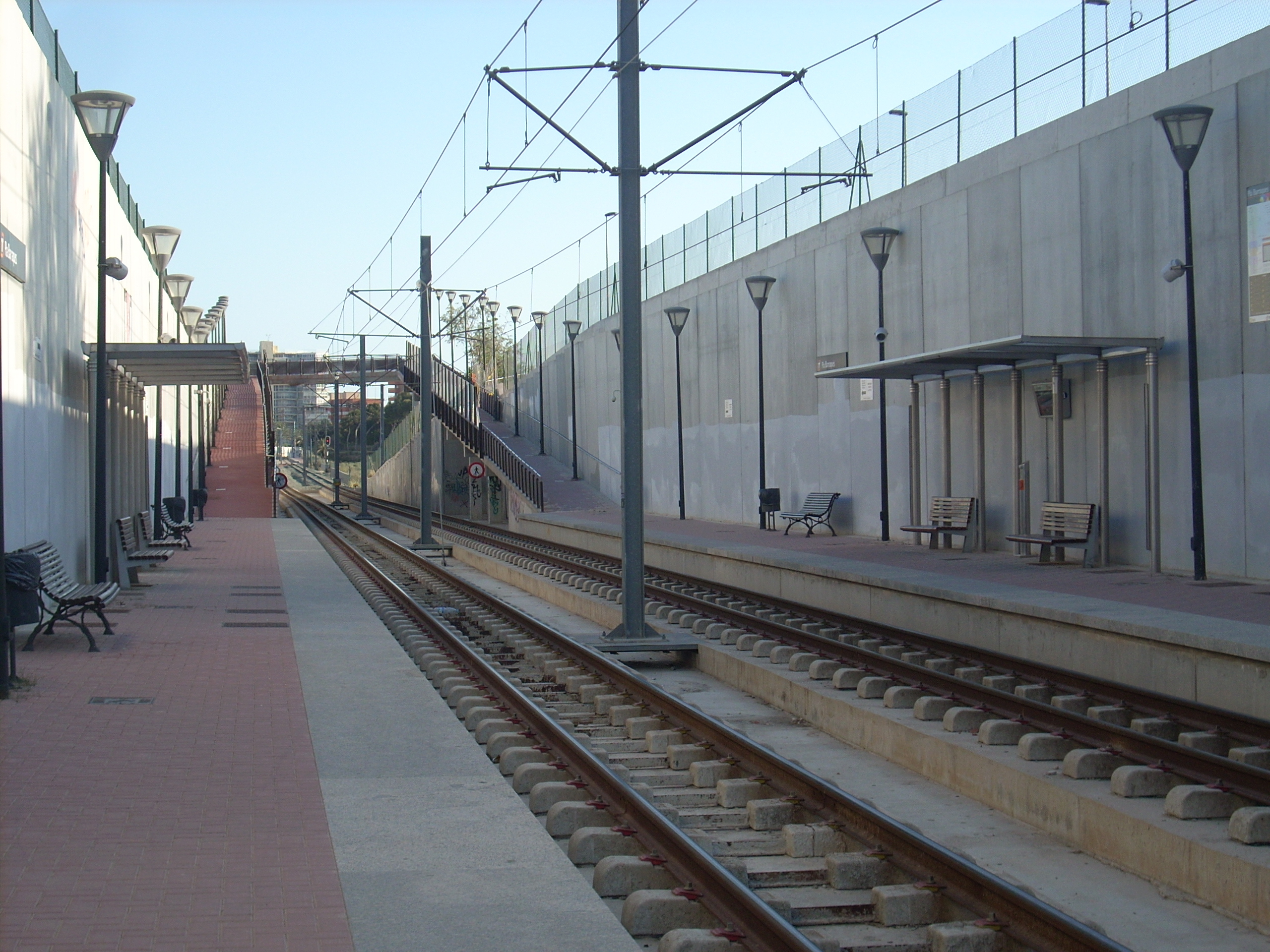
Paso elevado para acceder a los andenes de Pla Barraques.

En julio de 2021, Ximo Puig anunció en Rojales que Ferrocarriles de la Generalidad Valenciana iba a realizar un estudio para analizar la posibilidad de conectar de forma ferroviaria los municipios del interior con los del litoral de la Vega Baja. Asimismo, en el año 2022 se anunció un estudio para el proyecto del Tram entre Orihuela y Torrevieja.
En septiembre de 2021 El Ayuntamiento de Elche acordó en sesión plenaria solicitar a la Consejería de Política Territorial, Obras Públicas y Movilidad que en la redacción del estudio para conectar de forma ferroviaria los municipios del interior y la costa de la Vega Baja se estudie la posibilidad de conectar Elche AV con la ciudad de Torrevieja y Orihuela Costa, atravesando de norte a sur la comarca de la Vega Baja.
En el año 2022, la Generalidad Valenciana anunció un estudio para el proyecto del Tram entre el aeropuerto de Alicante-Elche y Torrevieja.

## Averías y accidentes
Durante el período que lleva en funcionamiento el servicio, se han producido diferentes averías y accidentes. En los últimos años, dentro de las averías destacan las originadas en el suministro eléctrico o en la catenaria. En relación con los accidentes, se pueden mencionar los sufridos con camiones, automóviles ligeros y personas. Por otra parte, el Departamento de Seguridad de FGV organiza ocasionalmente simulacros de emergencia en las instalaciones.